# Cantone di Le Bouscat
Il Cantone di Le Bouscat è una divisione amministrativa dell'arrondissement di Bordeaux.
A seguito della riforma approvata con decreto del 20 febbraio 2014, che ha avuto attuazione dopo le elezioni dipartimentali del 2015, non ha subìto modifiche.

## Composizione
Comprende i 2 comuni di:
- Le Bouscat
- Bruges